# 서울바로크합주단
서울바로크합주단은 클래식 음악의 보급 및 공연을 목적으로 2003년 1월 7일 설립된 대한민국 문화체육관광부 소관의 사단법인이다. 사무실은 서울특별시 서초구 반포동 97-3 범산빌딩 301 (우: 137-040)에 있다.

## 주요 사업
- 클래식 음악의 전문적 연주
- 클래식 보급 및 공연
- 해외연주 및 국제교류